# Ekrem Akurgal
Ekrem Akurgal (Tulkarm, 30 marzo 1911 – Smirne, 1º novembre 2002) è stato un archeologo turco.
È stato autore di numerosi scavi nell'antica Anatolia (Smirne, Sinope, Focea, Pitane, Eritre, ecc.). Professore all'Università di Ankara dal 1949, ha pubblicato diverse opere riguardanti la storia e l'arte antica dell'Asia Minore. Dal 1985 è stato socio straniero dell'Accademia dei Lincei.

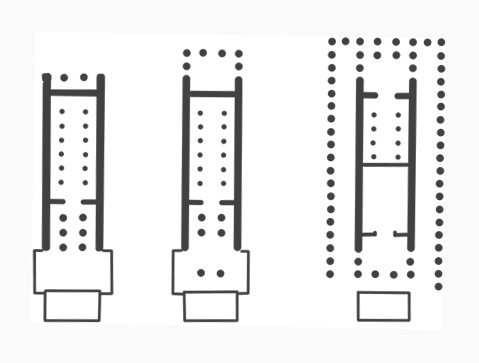
Schema planimetrico secondo la descrizione di Ekrem Akurgal del tempio di Artemide (Artemision) di Sardi. A sinistra la prima fase (300 a.C. circa); al centro la seconda fase (secondo quarto del II secolo a.C.); a destra la terza fase (dopo 141 d.C.).

## Riconoscimenti
- 1961 Laurea honoris causa all'Università di Bordeaux, Francia[2]
- 1981 Premio Goethe[4]
- 1981 Gran Premio del Ministero della Cultura della Repubblica Turca
- 1986 Premio Internazionale "I Cavalli d'Oro di San Marco"[2]
- 1989 Laurea honoris causa all'Università di Atene, Grecia
- 1990 Laurea honoris causa all'Università di Anatolia, Turchia
- 1990 Laurea honoris causa all'Università di Lecce